# Provincia de Huancavelica
La provincia de Huancavelica es una de las siete que conforman el departamento de Huancavelica en el Perú. Limita por el norte con la provincia de Tayacaja; por el este con las provincias de Churcampa, Angaraes y Acobamba; por el sur con la provincia de Huaytará y la provincia de Castrovirreyna, y por el oeste con el departamento de Lima.

## Historia
La provincia fue creada en los primeros años de la independencia del Perú.

## Geografía
La provincia tiene una extensión de 4215,56 km² y tiene una población aproximada de 136 975 habitantes. Su capital es la ciudad de Huancavelica.

## División administrativa
Se divide en diecinueve distritos:
- Acobambilla
- Acoria
- Ascensión
- Conayca
- Cuenca
- Huachocolpa
- Huando
- Huancavelica
- Huayllahuara
- Izcuchaca
- Laria
- Manta
- Mariscal Cáceres
- Moya
- Nuevo Occoro
- Palca
- Pilchaca
- Vilca
- Yauli

## Autoridades

### Regionales
- Consejeros regionales
  - 2019-2022[1]

  1. Fernando Clemente Arana (Movimiento Regional Ayni)
  2. Teobaldo Quispe Guillén (Movimiento Independiente Trabajando para Todos)

### Municipales
- 2019-2022[1]
  - Alcalde: Dr. Toribio Castro Cornejo , del Movimiento Regional Ayni.
  - Regidores:

  1. Edgar Ruiz Villar (Movimiento Independiente Trabajando para Todos)
  2. Freddy Cencia de la Cruz (Movimiento Independiente Trabajando para Todos)
  3. Yovana Quispe Paytan (Movimiento Independiente Trabajando para Todos)
  4. Hugo Saúl Rojas Yauri (Movimiento Independiente Trabajando para Todos)
  5. Santiago Ataypoma Gavilán (Movimiento Independiente Trabajando para Todos)
  6. Nicolás Nemecio Encizo Taype (Movimiento Independiente Trabajando para Todos)
  7. Cancio Inga García (Movimiento Independiente Trabajando para Todos)
  8. Juan Zanabria Olarte (Movimiento Regional Ayni)
  9. Simeón Suárez Acero (Movimiento Regional Ayni)
  10. Rodrigo Roca Raymundo (Movimiento Regional Agua)
  11. Elsa Carmen Benavente Salazar (Huancavelica Sostenible)